# Oudkarspel
Oudkarspel est un village de la commune néerlandaise de Langedijk, situé dans la province de Hollande-Septentrionale.

## Géographie
Le village est situé à 2 km au nord du centre de Langedijk.

## Histoire
Oudkarspel est une commune indépendante jusqu'au 1er août 1941, quand elle fusionne avec Broek op Langedijk, Noord-Scharwoude et Zuid-Scharwoude, pour former la nouvelle commune de Langedijk.

## Démographie
Le 1er janvier 2018, le village comptait 3 150 habitants.